# تشارلز دالي
تشارلز دالي (بالإنجليزية: Charles Dale)‏ هو ممثل بريطاني، ولد في 28 نوفمبر 1963 في المملكة المتحدة.

## وصلات خارجية
- تشارلز دالي على موقع IMDb (الإنجليزية)
- تشارلز دالي على موقع قاعدة بيانات الفيلم (الإنجليزية)